# Батуринское сельское поселение (Краснодарский край)
Батуринское сельское поселение — муниципальное образование в Брюховецком районе Краснодарского края России.
В рамках административно-территориального устройства Краснодарского края ему соответствует Батуринский сельский округ.
Административный центр — станица Батуринская.

## Население
| 2010  | 2012  | 2013  | 2014  | 2015  | 2016  | 2017  |
| ----- | ----- | ----- | ----- | ----- | ----- | ----- |
| 3767  | ↘3731 | ↘3683 | ↘3651 | ↘3581 | ↘3539 | ↘3481 |
| 2018  | 2019  | 2020  | 2021  | 2023  |       |       |
| ↗3485 | ↘3460 | ↘3395 | ↘3286 | ↘3208 |       |       |

## Населённые пункты
В состав сельского поселения (сельского округа) входят 4 населённых пункта:
| № | Населённый пункт | Тип населённого пункта | Население (чел.) |
| - | ---------------- | ---------------------- | ---------------- |
| 1 | Батуринская      | станица                | ↘3264            |
| 2 | Заря             | посёлок                | ↘214             |
| 3 | Зозова Балка     | хутор                  | ↘4               |
| 4 | Полтавский       | хутор                  | ↘285             |